# Typ A (Straßenbahn Timișoara)
Als Typ A wurde ab 1922 eine 13 Fahrzeuge umfassende Serie von normalspurigen Straßenbahn-Beiwagen der Straßenbahn Timișoara in Rumänien bezeichnet, ihre Betriebsnummern lauteten 1, 2I, 2II, 3, 5, 9–12 und 14–17. Die örtliche Straßenbahngesellschaft Tramvaiele Comunale Timișoara (T.C.T.) gewann sie in den Jahren 1919 bis 1927 durch Demotorisierung der Weitzer-Triebwagen von 1898/1899, das heißt der ursprüngliche Hersteller war die Waggonfabrik János Weitzer aus Arad.

## Geschichte
Die zunächst nur zwölf Beiwagen des Typs A entstanden wie folgt. Welche Nummern in welchem Jahr umgebaut wurden, ist nicht überliefert:
- 1919: acht Wagen
- 1920: vier Wagen

Die beiden 1921 demotorisierten Weitzer-Triebwagen mit den Nummern 7 und 13 wurden hingegen vollständig rekonstruiert und deshalb als Typ AII geführt. Im Zuge des Umbaus wurden den Weitzer-Wagen, neben der elektrischen Ausrüstung, auch ihre Front- beziehungsweise Heckscheiben entfernt. Mit der Demotorisierung der Weitzer-Triebwagen konnte gleichzeitig auf die letzten noch vorhandenen Pferdebahnwagen verzichtet werden. Der neue Beiwagentyp kam fortan hinter allen damals vorhandenen Triebwagentypen der Straßenbahn Timișoara zum Einsatz. Dies waren die Baureihen B (von Beginn an), D (ab 1921), DII (ab 1922), F (ab 1925) und FII (ab 1927).
Dem größten Teil der ehemaligen Weitzer-Triebwagen war auch als Beiwagen kein langes Leben beschieden, schon ab 1922 begann man sie schließlich ganz auszumustern. Sie wurden dabei sukzessive gegen die weitgehend identischen 14 Beiwagen des Typs C ausgetauscht, bei welchen es sich um Nachbauten nach den Weitzer-Plänen von 1898/1899 handelte. Die zwölf 1919/1920 entstandenen A-Wagen schieden wie folgt aus dem Bestand:
- Wagen 11 am 28. Dezember 1922
- Wagen 17 am 1. März 1923
- Wagen 12 am 8. Mai 1923
- Wagen 15 am 11. Juli 1923
- Wagen 2 am 7. Oktober 1923
- Wagen 3 am 3. Februar 1924
- Wagen 14 am 4. Mai 1924
- Wagen 16 am 16. September 1924
- Wagen 5 am 18. Oktober 1924
- Wagen 9 am 18. Dezember 1924
- Wagen 1 am 10. Januar 1926
- Wagen 10 am 2. Juni 1928

## Der 13. A-Wagen
Weil Ende der 1920er Jahre ein großer Mangel an Beiwagen herrschte, wurde zum 21. März 1927 auch der letzte erhaltene Weitzer-Triebwagen vorübergehend in einen Beiwagen für den regulären Personenverkehr umgebaut. Hierbei handelte es sich um den ehemaligen Wagen Nummer 6, der mittlerweile als Arbeitswagen fungierte und die neue Nummer 2 trug. Somit existierte – nach der 1923 erfolgten Ausmusterung des ersten A-Beiwagens mit der Nummer 2 – erneut ein Fahrzeug dieses Typs mit gleicher Nummer. Schon ab dem 1. März 1932 nutzte ihn die Straßenbahngesellschaft aber wieder als motorisierten Arbeitswagen, womit die Geschichte des Typs A endete.